# Board of Admiralty
I lord commissari dell'ammiragliato (in inglese Lords Commissioners of the Admiralty) compongono la Commissione dell'ammiragliato (Board of Admiralty), istituzione militare marinara britannica fondata nel Quattrocento come figura di comando della Royal Navy, poi accentuata nel 1673 e nel 1679 con la riduzione a soli dodici, poi sedici e infine sette membri del Consiglio privato di Sua Maestà.
Ufficialmente conosciuti come commissari esercitanti l'ufficio di Lord grand'ammiraglio del Regno Unito di Gran Bretagna e Irlanda del Nord (Commissioners for exercising the office of lord high admiral of the United Kingdom of Great Britain and Northern Ireland), con dizione Inghilterra, Gran Bretagna, o Gran Bretagna ed Irlanda a seconda dei periodi, il titolo era attribuito soltanto quando l'ufficio di Lord dell'alto ammiragliato era esercitato da una commissione. Durante i periodi in cui il comando era esercitato da una singola persona era invece presente un Consiglio del lord grand'ammiraglio (Council of the Lord High Admiral) con il compito di coadiuvare il lord grand'ammiraglio nell'esercizio delle sue funzioni.

## Storia
La carica di lord high admiral (lord grand'ammiraglio) venne creata attorno al 1400 come figura di comando della Royal Navy. Era uno degli alti ufficiali di Stato. La carica poteva essere ricoperta da un singolo individuo (come fu fino al 1628), direttamente dal sovrano (come accadde tra il 1684 ed il 1689), o da un Consiglio dell Ammiragliato.
In seguito alla destituzione del lord high admiral Giacomo, duca di York a causa della sua fede cattolica in seguito al Test Act del 1673, il Consiglio dei commissari consistette di dodici o sedici membri del Consiglio privato di sua maestà, che ricoprivano questo incarico senza percepire alcun compenso. Nel 1679 il Consiglio venne riorganizzato, il numero di membri portato a sette, introdotto uno stipendio ed eliminato il requisito di appartenenza al Consiglio privato. 
Con l'eccezione degli anni tra il 1702 ed il 1709 e tra il 1827 ed il 1828, durante i quali fu in carica un singolo lord high admiral, questa organizzazione rimase in funzione, con occasionali modifiche al numero dei membri, fino alla fusione dell'Ammiragliato nel Ministero della difesa avvenuta nel 1964.

## Organizzazione
I lord commissari erano solitamente composti da alcuni ammiragli in servizio, chiamati naval o sea lords (spesso in maggioranza) e da politici (detti civil lords).
Il presidente del Consiglio del lord grand'ammiraglio era conosciuto come primo lord dell'ammiragliato (first lord of the admiralty) oppure primo lord commissario dell'ammiragliato (first lord commissioner of the admiralty) ed era anche membro del Gabinetto del Regno Unito. Dal 1806 in poi il primo lord dell'Ammiragliato fu sempre un civile, mentre il comandante effettivo della marina divenne conosciuto come first sea lord (primo lord del mare). Dal 1805 ai Sea Lord vennero assegnati compiti specifici:
- Primo lord del mare e capo di stato maggiore navale
  - Vice capo di stato maggiore della marina (servizio informazioni, operazioni e navigazione)
- Secondo lord del mare, capo del personale navale
- Terzo lord del mare e Ispettore della marina
  - Vice e controllori aggiunti (ricerca e sviluppo, costruzione e manutenzione)
- Quarto lord del mare, capo della sussistenza
- Quinto lord del mare, capo dell'aviazione navale (nel XX secolo)
- Segretario parlamentare, contratti e acquisti
- Segretario permanente, tutti i dipartimenti di segretariato

Il quorum per le riunioni del Consiglio era di due lord e di un segretario.